# Tapisseries de Bruxelles
La tapisserie de Bruxelles est le nom donné à la production des nombreux ateliers de tapisserie de haute-lisse actifs à Bruxelles du début du XVe siècle jusqu'à la fin du XVIIIe siècle.

## Historique
Pendant longtemps, les tapissiers d'Arras ou de Tournai ont été les plus productifs. Tournai a été une ville d’obédience politique française jusqu’en 1521. Les premières mentions de tapissiers à Tournai datent de 1295. Les ateliers de tapisserie de Tournai ont réalisé d’importantes tentures historiées illustrant un même sujet d’inspiration biblique, historique, mythologique ou romanesque, reprenant les idéaux chevaleresques de la cour de Bourgogne. Philippe le Bon a commandé en 1448 la tenture de l' Histoire de Gédéon ou de la Toison d'or à livrer en quatre ans, et qui était, d'après Eugène Soil, « la pièce la plus fameuse sortie des ateliers tournaisiens ». Vers 1530, Tournai qui avait ravi la première place à Arras dans la production des tapisseries, voit de nouveaux concurrents se développer, Bruxelles, Lille, etc. La production de tapisseries va cesser à Tournai en 1720.
L'importance des tapissiers d'Arras se voit dans l'appellation « arazzo » ou « arrazzy » utilisée en Italie ou en Pologne, « drap de Ras » en Espagne pour désigner les tapisseries, bien après qu'Arras ait perdu sa prédominance. La décadence d'Arras va commencer quand, en 1398, le duc de Bourgogne, Philippe le Bon, décide, pour redresser les finances de la ville de doubler la taxe sur les hautes-lisses. Les marchands et ouvriers de tapisserie vont alors commencer à quitter la ville pour s'installer à Tournai, Lille, Audenarde, puis Bruxelles et Bruges. Dès 1449, on voit le duc Philippe le Bon préférer de commander la tenture de l'histoire de Gédéon à Tournai plutôt qu'à Arras. En 1456, les bourgeois d'Arras se plaignent au duc de Bourgogne de voir les ouvriers en haute-lisse quitter Arras pour aller s'installer à Valenciennes, Tournai, Bergues et d'autres villes. Arras a alors perdu les commandes du duc. Les demandes d'argent par Charles le Téméraire pour financer la guerre ont commencé à ruiner la ville. La conquête d'Arras par Louis XI a entraîné le déplacement des ateliers de tapisserie vers les Pays-Bas des Habsbourg, en 1477, et le contrôle de Bruxelles par la maison des Habsbourg et les difficultés d'Arras permirent le développement de la production à Bruxelles.
Au début du XVIe siècle, la montée sur principaux trônes d’Europe de souverains épris de grandeur, et aux Pays-Bas de régentes passionnées par la tapisserie, allait être la source de rivalités entre les différentes Cours royales et princières pour posséder les plus belles tapisseries qui a été favorable aux ateliers bruxellois qui ont employé jusqu'à 15 000 personnes au XVIe siècle. 
Une réglementation de 1476 stipulait que seuls les peintres avaient l'autorisation de concevoir les modèles des tapisseries, à moins que ce soit des verdures.

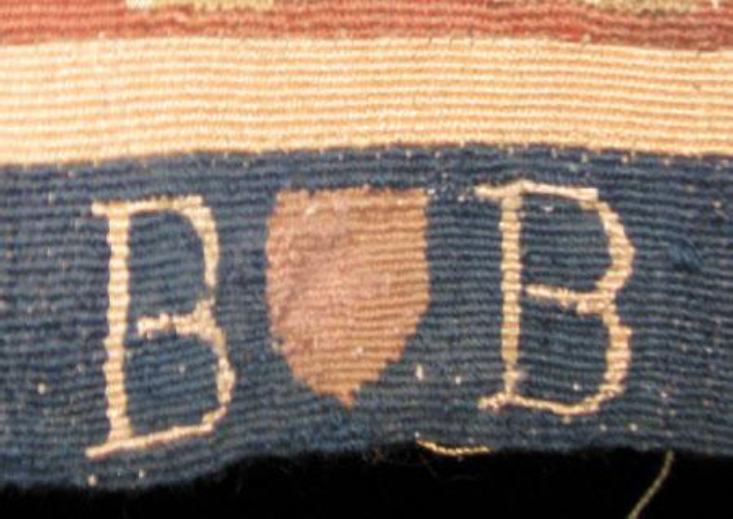
Marque de la tapisserie de Bruxelles

Pour lutter contre les contrefaçons, les marques de la ville de Bruxelles et des ateliers de tapisseries ont été rendues obligatoires sur les tapisseries par un arrêté du magistrat bruxellois pris le 16 mai 1528 pour chaque tapisserie de plus de 6 aunes. Cette obligation est répétée dans l'édit impérial du 16 mai 1544 concernant l'organisation de l'industrie de la tapisserie. La marque de Bruxelles est faite d'un petit écusson rouge flanqué de part et d'autre par des majuscules B pour Brabant Bruxelles. Le monogramme du lissier devait être déposé dans un registre de la corporation. Ce document a été détruit dans un incendie en 1690.

## Les différentes inspirations

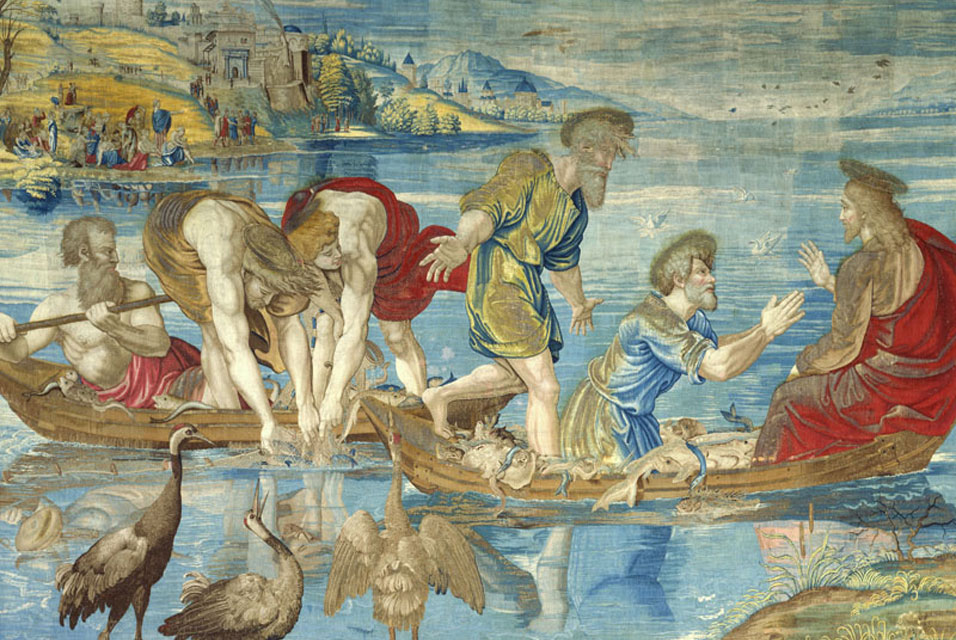
La Pêche miraculeuse, carton de Raphaël.

### Raphaël
Le pape Léon X passant une importante commande de tapisseries sur la base de cartons de Raphaël entre 1515 et 1519, les ateliers de Bruxelles furent choisis. Les lissiers les tissèrent au XVIe siècle mais aussi les siècles suivants. Encore aujourd'hui, elles représentent une part non négligeable de l'activité des ateliers même si elles sont moins en vogue depuis une trentaine d'années. La verdure, pour beaucoup, incarne la tapisserie d'Aubusson.

### Bernard van Orley
Peintre en Italie, il charge les ateliers bruxellois de travailler sur une technique picturale pour mettre en avant le côté narratif.

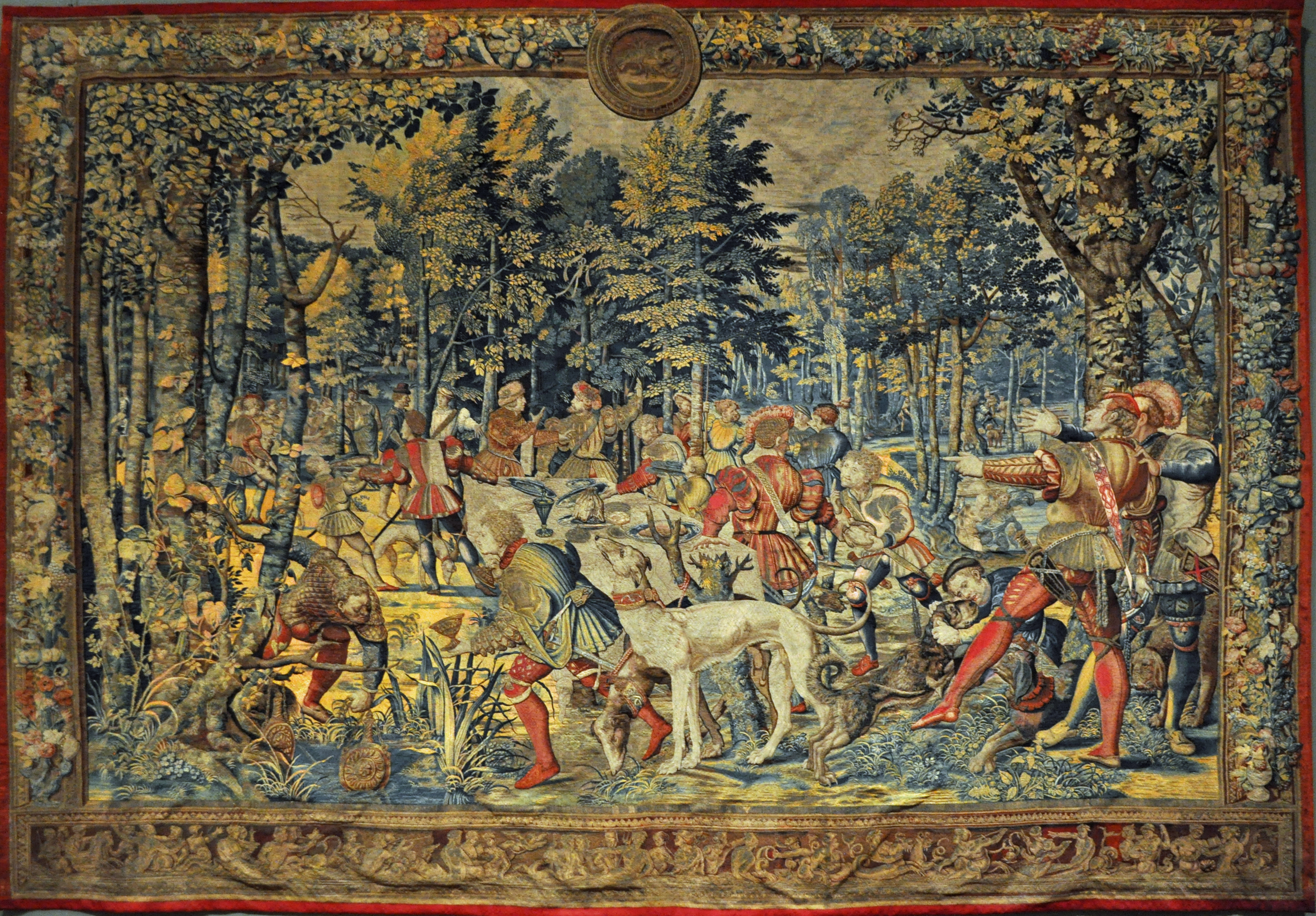
Tenture Les Chasses de Maximilien au Louvre.

### Mécénat français
Les commandes de François Ier après l'arrivée du Primatice à Fontainebleau en firent une grande renommée et Sigismond II de Pologne suivi l'exemple.

### Mécénat des Tudor
Le  Thomas Wolsey et le roi Henry VII d'Angleterre avaient de grandes collections de tapis-et-tapisseries et firent aussi des commandes aux ateliers bruxellois. Woseley choisissait des thèmes plutôt classiques pour ses résidences de Hampton court ou York alors que le roi choisissait aussi dans le nouveau style de van Orley pour la réception du Camp du drap d'or ou la visite de Charles V. Il a acheté la tenture de David et Bethsabée.

### Rubens
Jacob Jordaens pupille de Rubens travailla pour les ateliers ainsi que Martin Reymbouts et des membres de la famille Leyniers.

### Compétition avec les ateliers français
La création de la manufacture des Gobelins met une forte pression à la production des ateliers jusqu'à leur disparition après la Révolution.

## Principales tentures réalisées dans les ateliers Bruxellois
| Années              | Sujet                                                | Atelier                                            | Peintre                                                        | Image              |
| ------------------- | ---------------------------------------------------- | -------------------------------------------------- | -------------------------------------------------------------- | ------------------ |
| Avant 1450          | La justice de Trajan et Herkenbald                   |                                                    |                                                                |                    |
| 1466                | Verdure avec armoiries du duc de Bourgogne           | Jean De Haze                                       |                                                                |                    |
| vers 1500           | Le Triomphe du Christ (Tapisserie de Mazarin)        |                                                    |                                                                |                    |
| vers 1502-1504      | Les tapisseries d'or                                 | Pieter van Aelst I                                 |                                                                |                    |
| vers 1502-1504      | Le Triomphe de la Renommée                           |                                                    |                                                                |                    |
| vers 1507-1520      | La Passion du Christ                                 | Pieter van Aelst I                                 | Jan van Roome                                                  |                    |
| vers 1510           | Les triomphes de Jules César                         |                                                    |                                                                |                    |
| avant 1514          | La Cène                                              |                                                    | Léonard de Vinci                                               |                    |
| 1515-1520           | Histoire de saint Jean-Baptiste                      |                                                    |                                                                |                    |
| 1516-1518           | La Légende de Notre-Dame du Sablon                   |                                                    | Bernard van Orley                                              |                    |
| vers 1518-1522      | La Passion du Christ                                 | Pieter de Pannemaker                               | Bernard van Orley                                              |                    |
| 1519                | Actes des Apôtres                                    | Pieter van Aelst I                                 | Raphaël                                                        |                    |
| vers 1520           | Histoire de Persée                                   | Gabriel van der Tombe                              | Jan van Roome                                                  |                    |
| vers 1520           | Le Lavement des pieds                                | Pierre van Aelst I                                 |                                                                |                    |
| vers 1520-1525      | Les honneurs                                         | Pieter van Aelst II                                | Bernard van Orley                                              |                    |
| 1522                | Histoire indienne d'éléphants et de girafes          | Pieter van Aelst                                   |                                                                |                    |
| 1522                | Histoire de la guerre de Troie                       |                                                    |                                                                |                    |
| vers 1523           | Histoire d'Hannibal                                  |                                                    |                                                                |                    |
| vers 1525           | David et Bethsabée                                   | Pieter van Aelst II                                | Jan van Roome                                                  |                    |
| vers 1525-1530      | La Fondation de Rome                                 |                                                    | Bernard van Orley                                              |                    |
| vers 1525-1550      | Sept vertus                                          |                                                    |                                                                |                    |
| 1528-1531           | Bataille de Pavie                                    | Willem van der Moyen                               | Bernard van Orley                                              |                    |
| 1528-1533           | Les Chasses de Maximilien                            | Jan et Willem van der Moyen (Guillaume Dermoyen)   | Bernard van Orley                                              |                    |
| 1532-1535           | Histoire de Coriolan                                 |                                                    |                                                                |                    |
| 1532- 1535          | Gestes de Scipion Triomphe de Scipion                | Balthazar van Vlierden Jan et Willem van der Moyen | Giovan Francesco Penni Giulio Romano                           | Copie des Gobelins |
| vers 1540-1542      | Grotesque du triomphe des dieux                      | Probablement atelier Dermoyen                      | Giovanni Franceso Penni Giovanni da Udine (atelier de Raphaël) |                    |
| vers 1540-1543      | Vie d'Abraham                                        | Willem (Guillaume) de Kempeneer                    | Bernard van Orley                                              |                    |
| vers 1540-1545      | Histoire de saint Paul                               |                                                    | Pieter Coecke van Aelst                                        |                    |
| vers 1540-1570      | Histoire de Mercure et Hersé                         | Willem (Guillaume) de Pannemaker                   |                                                                |                    |
| vers 1542-1544      | Les sept péchés capitaux                             |                                                    | Pieter Coecke van Aelst                                        |                    |
| 1542-1560           | Grotesques aux singes                                | Seger Bombeck                                      | Hans Vredeman de Vries                                         |                    |
| 1544                | Arbre de Jessé                                       | Jan van der Moyen                                  |                                                                |                    |
| 1544                | Vie de Josué                                         | Jan van der Moyen Jean Dermoyen                    | Pieter Coecke van Aelst                                        |                    |
| Vers 1544           | Histoire de Scipion                                  | Balthazar van Vlierden                             | Giovan Francesco Penni Giulio Romano                           |                    |
| 1545-1546           | Fructus Belli                                        | Jehan Baudouyn                                     | Giulio Romano                                                  |                    |
| vers 1545-1550      | Vertumne et Pomone                                   | Willem (Guillaume) de Pannemaker                   | Jan Cornelisz Vermeyen                                         |                    |
| 1545-1585           | Les Triomphes des Dieux                              | Franz Geubels                                      | Raphaël Giovanni da Udine                                      |                    |
| 1548-1549           | Histoire de la conquête de Tunis,                    | Willem de Pannemaker (Guillaume Pannemaker)        | Jan Cornelisz Vermeyen                                         |                    |
| 1549                | Histoire d'Hercule                                   | Antoine van Herberghen                             |                                                                |                    |
| vers 1550           | Histoire de Moïse                                    | Joost van Herzele                                  |                                                                |                    |
| vers 1550           | Scènes de la Genèse                                  | Jan de Kempeneer                                   | Michiel Coxcie                                                 |                    |
| vers 1550           | Histoire de Noé                                      | Pierre II van Aelst                                | Michiel Coxcie                                                 |                    |
| 1550-1575           | Histoire de Jacob                                    |                                                    |                                                                |                    |
| vers 1553-1555      | L'Apocalypse                                         | Willem (Guillaume) van der Moyen                   |                                                                |                    |
| vers 1555           | Tapisserie aux armes de Sigismond II Auguste         |                                                    |                                                                |                    |
| avant 1560          | Tenture de Jérôme Bosch                              | (atelier inconnu)                                  | Suiveur(s) de Jérôme Bosch                                     |                    |
| vers 1560           | Les Mois                                             | Cornelis de Ronde                                  |                                                                |                    |
| 1563-1567           | Vie des saints Pierre et Paul                        | François Gheteels                                  | Pieter de Kempeneer                                            |                    |
| 1564-1571           | Les Jardins du cardinal Granvelle                    | Willem (Guillaume) de Pannemaker                   |                                                                |                    |
| avant 1566          | Fables d'Ovide                                       | Willem (Guillaume) de Pannemaker                   |                                                                |                    |
| 1567-1573           | Les batailles du duc d'Albe                          | Willem (Guillaume) de Pannemaker                   |                                                                |                    |
| 1572-1582           | Les Fêtes des Valois                                 |                                                    | François Quesnel ?                                             |                    |
| Entre 1629 et 1650  | Scènes de la vie chapêtre Le joueur de luth et dame  | Conrad van der Brugghen                            | Jacob Jordaens                                                 |                    |
| 1616-1643           | Histoire de Decius Mus                               | Jan Raes II                                        | Peter Paul Rubens                                              |                    |
| 1616-1643           | Histoire de Decius Mus                               | Jan Raes II                                        | Peter Paul Rubens                                              |                    |
| Milieu XVIIe siècle | Leçons d'équitation, création du cheval pour Athènes | Everard Leyniers                                   | Jacques Jordaens                                               |                    |
| 1717                | Triomphe des dieux                                   | Ateliers Leyniers-Reydams                          | Jan van Orley Augustin Coppens                                 |                    |
| 1715-1734           | L'art de la guerre                                   | Judocus de Vos                                     | Philipp de Hondt                                               |                    |
| 1715-1734           | Les victoires de John Churchill                      | Judocus de Vos                                     | Laurent de Hondt                                               |                    |